# Bulakan (Sukoharjo)
Bulakan is een bestuurslaag in het regentschap Sukoharjo van de provincie Midden-Java, Indonesië. Bulakan telt 7215 inwoners (volkstelling 2010).